# Shi Yuhao
Shi Yuhao, född 26 september 1998, är en kinesisk friidrottare. Han deltog vid olympiska sommarspelen 2024.